# Polyura splendens
Polyura splendens är en fjärilsart som beskrevs av Robert Christopher Tytler 1940. Polyura splendens ingår i släktet Polyura och familjen praktfjärilar. Inga underarter finns listade i Catalogue of Life.